# 1987 QD
1987 QD är en asteroid i huvudbältet som upptäcktes den 24 augusti 1987 av den amerikanska astronomen Stephen C. Singer-Brewster vid Palomar-observatoriet.